# ياسر يعقوب
ياسر عبد الله يعقوب مواليد 17 فبراير 2000 في جدة، هو لاعب كرة قدم سعودي يلعب في نادي العين كظهير أيمن.

## مسيرة اللاعب
كانت بداياته مع النادي الأهلي في الفئات السنية و لعب بعدها مع نادي الأنصار ونادي الجبلين ونادي جدة ونادي الجندل ونادي العين.